# 普雷姆斯多夫湖

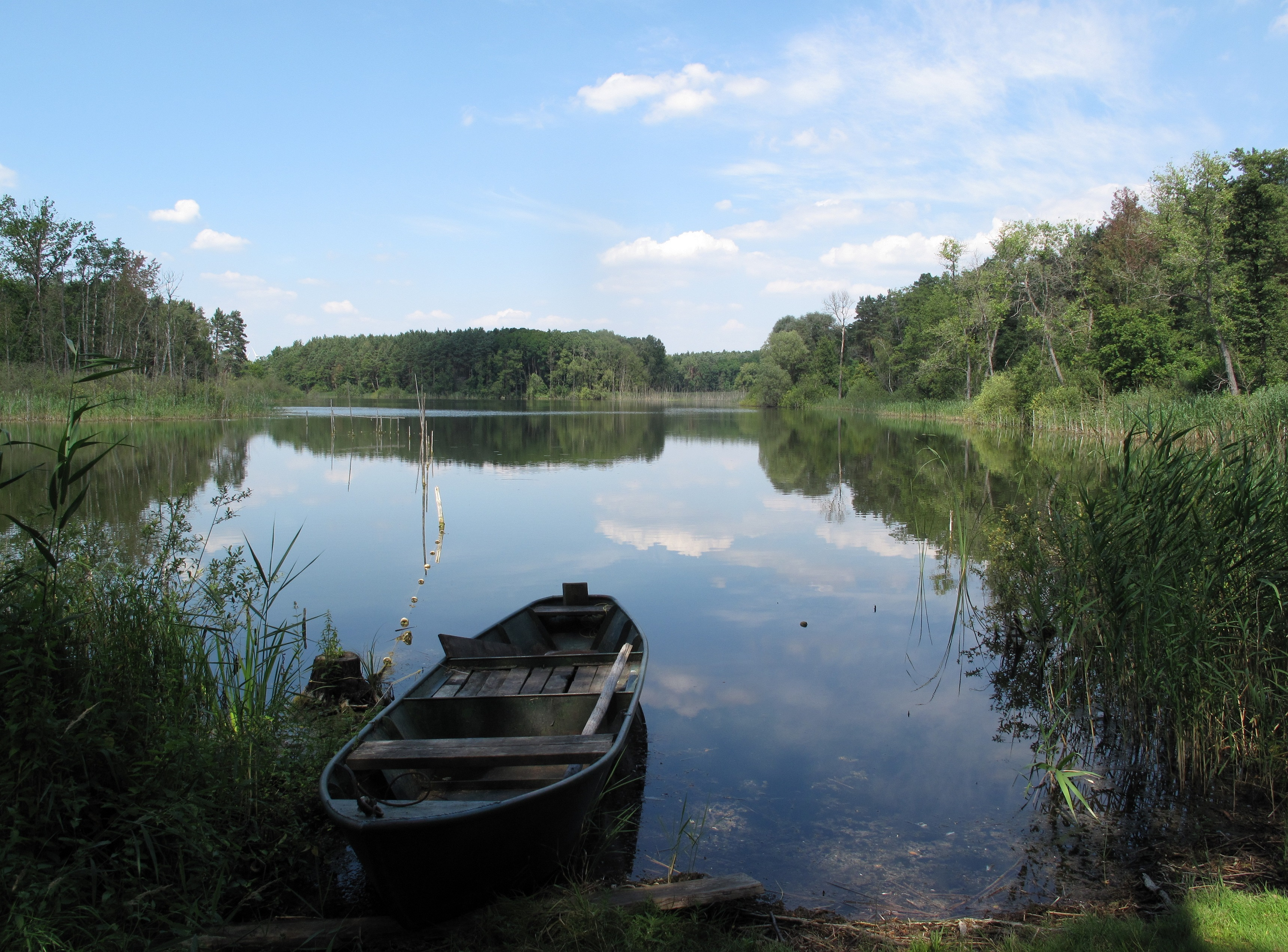

52°10′9″N 14°5′10″E / 52.16917°N 14.08611°E
普雷姆斯多夫湖（德語：Premsdorfer See），是德國的湖泊，位於該國西南部，由勃蘭登堡州負責管轄，處於奧得-施普雷縣，長1.3公里、寬0.2公里，面積0.14平方公里，海拔高度60米，最大水深6米，湖岸線長度3.3公里。